# Salih al-Ali
Scheich Salih al-Ali (arabisch الشيخ صالح أحمد العلي, DMG aš-Šaiḫ Sāliḥ Aḥmad al-ʿAlī; * 1884 in Sheikh Badr; † 13. April 1950 in Tartus) war ein syrischer Clanführer und Politiker aus der alawitischen Konfessionsgemeinschaft. Er führte einen Aufstand gegen die französische Herrschaft in Syrien.

## Leben
Salih al-Ali entstammte einer alawitischen Grundbesitzerfamilie aus der Stammesgemeinschaft der Bashargha, die im überwiegend von armen Landwirten bewohnten gebirgigen Gebiet an der syrischen Mittelmeerküste (Dschebel Ansariyye) siedelte. Bereits als junger Mann, während der Zeit der osmanischen Herrschaft über Syrien, scharte er eine kleine Bürgerwehr um sich und wurde dabei von anderen alawitischen Notablen unterstützt.  Hintergrund waren unter anderem Konflikte zwischen alawitischen und ismailitischen Dörfern im Küstengebiet.
Mit der Niederlage des Osmanischen Reiches im Ersten Weltkrieg 1918, der Besetzung des Vilayets Syrien durch Entente-Mächte und die zunächst mit ihnen verbündeten arabischen Haschimiten übernahmen französische Truppen die Kontrolle über die Region und versuchten, alawitische Milizen- und Bandenführer zu entmachten. Al-Ali entging seiner Verhaftung durch einen Hinterhalt.
Im Jahr 1919 kam es immer wieder zu Angriffen durch Anhänger al-Alis auf französische Einrichtungen. Die französischen Mandatsbehörden beurteilten dies offenbar noch nicht als Revolte, bis mehrere hundert Alawiten im Februar 1920 ein Depot der Mandatstruppen in Tartus überfielen. Die Aktionen al-Alis fielen zusammen mit diversen lokalen Aufstandsbewegungen, unter anderem der sogenannten Hananu-Revolte in der Umgebung von Aleppo, und waren teilweise mit diesen koordiniert. Al-Ali unterhielt eine Korrespondenz mit dem türkischen Heerführer Mustafa Kemal Pascha, der zu dieser Zeit den Türkischen Befreiungskrieg gegen die Entente-Mächte führte und in al-Ali einen Verbündeten sah. Die Türken lieferten auch Waffen an syrische Aufständische. Angeblich stand al-Ali auch mit dem von den Franzosen entmachteten Haschimiten Faisal I. in Verbindung, der ihn aufgefordert haben soll, Besitz, den seine Alawiten bei Angriffen auf christliche Dörfer im Umland von Tartus erbeutete hatten, wieder zurückzuerstatten.
Von November 1920 bis April 1921 unternahmen die französischen Behörden unter Hochkommissar General Henri Gouraud mehrere Operationen gegen al-Ali im Küstengebirge, ohne aber seiner habhaft zu werden. Ein gegen al-Ali verhängtes Todesurteil in Abwesenheit wurde 1922 durch Gouraud aufgehoben. Dies geschah im Zuge einer veränderten französischen Politik im Mandatsgebiet, die zum Ziel hatte, die alawitischen Clanführer zu kooptieren.

## Bedeutung
Bei den Feierlichkeiten zur Unabhängigkeit der Syrischen Republik am 17. April 1946 wurde al-Ali von Präsident Schukri al-Quwatli als Nationalheld geehrt. Vertreter der syrischen Nationalbewegung und Geschichtsschreiber waren bemüht, al-Ali als einen syrischen Nationalisten und den von ihm geführten Aufstand als Vorläufer der Großen Syrische Revolte darzustellen (Im Arabischen wird sie allerdings als „alawitische Revolte“ oder kurz als „Ali-Revolte“, Ar: ثورة العلي, bezeichnet). Es ist umstritten, ob al-Alis ursprüngliche Motivation nicht eher in der Verteidigung alawitischer Autonomieinteressen oder aber konfessioneller Rivalitäten mit anderen Minderheiten bestand.
Die Bedeutung al-Alis als alawitischer Clanchef, der gegen die Franzosen rebellierte, ist auch in Beziehung zum von den Mandatsbehörden errichteten Alawitenstaat (1920–1936) zu betrachten. Als diskriminierte, hetherodoxe Konfessionsgemeinschaft sahen sich die Alawiten in jüngerer syrischer Geschichte immer wieder Vorwürfen ausgesetzt, sie seien nicht hinreichend loyal gegenüber Syrien und seiner sunnitischen Mehrheit eingestellt. Vor diesem Hintergrund ist die Bedeutung al-Alis als nationaler Identifikationsfigur alawitischer Herkunft von besonderer Bedeutung. Zu Beginn der Proteste, die ab 2011 in den Syrischen Bürgerkrieg mündeten, beriefen sich einige Oppositionelle auf al-Ali als nationale Gegenfigur zum ebenfalls alawitischen Herrscher Baschar al-Assad.